# Torre d'Escarrega
La Torre d'Escarrega és una obra del segle xiv de Seròs (Segrià) protegida com a Bé Cultural d'Interès Local.

## Descripció
Torre de defensa de planta quadrada bastida amb aparell regular. La torre té una finestra amb arc apuntat a la façana oest i espitlleres. L'accés, que sembla de construcció moderna, s'ha obert a la façana est.